# Letta Mbulu
Letta Mbulu, née le 23 août 1942, est une chanteuse de jazz et de pop sud-africaine active depuis la fin des années 1950. Contrainte à l’exil en raison de l’apartheid, elle s’installe aux États-Unis, et y travaille avec des personnalités comme Cannonball Adderley, David Axelrod, Harry Belafonte, Quincy Jones ou encore Michael Jackson, avant de revenir en Afrique du Sud dans les années 1990.

## Biographie
Née et élevée à Soweto, en Afrique du Sud, elle est active comme chanteuse depuis les années 1950. alors qu'elle est encore adolescente. Elle part notamment en tournée dans toute l’Afrique du Sud puis à Londres avec la comédie musicale King Kong. Le spectacle lui fait côtoyer des personnalités artistiques sud-africaines telles que Miriam Makeba, qui tient le rôle principal féminin, ou le musicien Hugh Masekela. Elle retourne en Afrique du Sud à la fin de la tournée,. Mais en 1965, elle est contrainte de s’exiler aux États-Unis  en raison de l'apartheid.
À New York, elle rencontre, ou retrouve, d'autres exilés sud-africains, dont Miriam Makeba, Hugh Masekela, avant d’être invitée à tourner avec Cannonball Adderley et Harry Belafonte. Elle se marie avec un autre musicien sud-africain, Caiphus Semenya, qui faisait partie comme elle de la distribution de la comédie musicale King Kong. En 1967, une autre rencontre avec David Axelrod pour le label Capitol  Records est décisive. Elle enregistre deux albums, Letta Mbulu Sings et Free Soul, sur lequel officient en particulier comme musiciens de session la bassiste Carol Kaye et le batteur Earl Palmer.
Désormais connue dans le monde musical américain, elle est sollicitée pour chanter, outre ses albums successifs, dans des bandes sonores, comme celles des séries Roots, sortie en 1977,  ou encore The Color Purple sortie en 1985. Elle intervient également brièvement dans le single de Michael Jackson, Liberian Girl. Elle y chante en swahili, une langue d’Afrique de l’Est, malgré ce titre évoquant l’Afrique de l’Ouest. Les paroles, « naku penda piya, nakutaka piya, mpenziwé », signifient en français  « je t'aime, je te veux [comme] amant ». Elles sont en introduction du titre, et c’est la mannequin Beverly Johnson qui mime ces paroles dans le clip musical.
En 1991, après 26 ans d’exil, elle revient, avec son mari Caiphus Semenya, dans son pays natal, l’Afrique du Sud qui commence une transition vers une démocratie multiculturelle après le régime de l’apartheid.

## Discographie
- Letta Mbulu Sings (Capitol, 1967)
- Free Soul (Capitol, 1968)
- Letta (Chisa, 1970)
- Naturally (Fantasy, 1972)
- There's Music in the Air (A&M, 1976)
- Letta (A&M, 1977)
- Letta Mbulu - Gold (A&M, 1978)
- Letta Mbulu - Sweet juju (Morning, 1985)
- The Best of Letta & Caiphus (Columbia, 1996)
- Greatest Hits (Columbia, 1999)
- Letta Mbulu Sings/Free Soul (Stateside, 2005)
- Culani Nami (Sony, 2007)

Avec Quincy Jones
- Roots (A&M, 1977)